# Banc d'emprunt

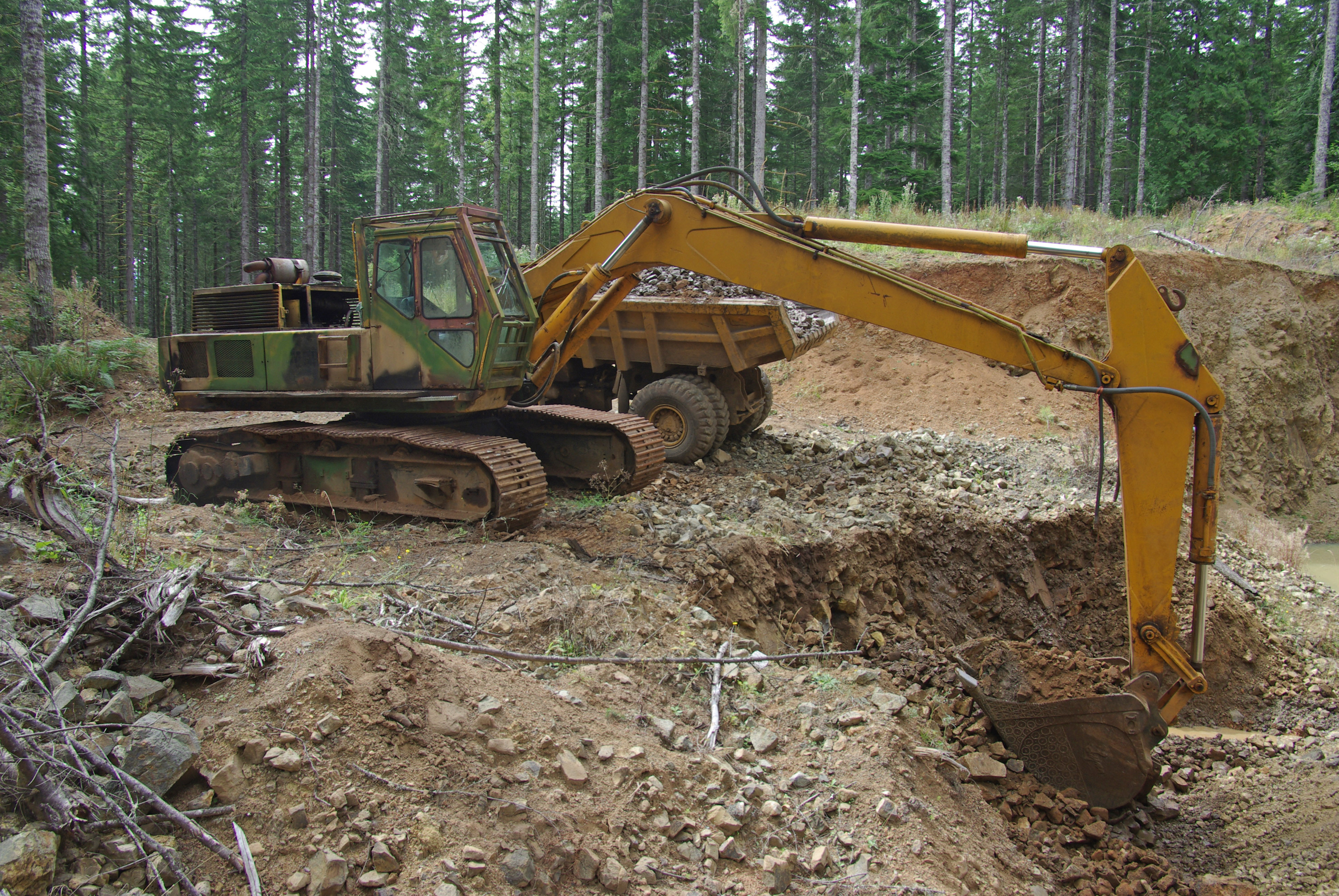
Une excavatrice travaillant sur un banc d'emprunt.

Dans la construction et le génie civil, un banc d'emprunt ou carrière (en anglais on parle de borrow pits, également sand box), est une zone où des matériaux (généralement de la terre, du gravier ou du sable ) ont été excavés pour être utilisés à un autre endroit,,. L’« emprunt » de ces matériaux s’est soldé par de vastes zones comportant de grands bancs de gravier nu où la végétation ne peut pousser. L'expression est d'un emploi courant au Canada et dérive probablement de l'expression en anglais.
Des bancs d'emprunt se trouvent à proximité de nombreux grands projets de construction. Par exemple, le sol peut être excavé pour créer un remblai pour une autoroute, l'argile peut être excavée pour être utilisée dans la fabrication de briques, du gravier pour être utilisé pour la fabrication de béton, etc.
Dans certains cas, les bancs d'emprunt peuvent se remplir d'eau souterraine, formant des zones de loisirs ou des habitats fauniques durables (par exemple, le Merton Borrow Pit, près d'Oxford dans le centre de l'Angleterre, creusé pour fournir des matériaux pour l'autoroute M40 à proximité). Dans d'autres cas, les bancs d'emprunt peuvent être utilisées pour la mise en décharge et l'élimination des déchets.
Dans l'ouest des États-Unis (en particulier les montagnes Rocheuses), une variante régionale de ceci est appelée « barrow pits » ; ce nom, parfois prononcé borrer pit, décrit un fossé le long d'une chaussée. Ces fossés ont été créés pour fournir le remblai pour niveler et couvrir la chaussée et ont par la suite assuré le drainage de la route.
Un lac d'excavation (en anglais excavation lake également flooded gravel pit, une gravière inondée) est un lac artificiel, qui a généralement ses origines dans l'excavation de gravier ou de sable comme matériau de construction ou tout autre type d'exploitation minière à ciel ouvert. Dans de nombreux cas, les trous d'excavation sont aménagés en fonction de la restauration des terres requise par la loi. Parce que l'excavation a atteint un point sous la nappe phréatique, les lacs se forment naturellement. Moins fréquemment, des lacs d'excavation sont créés intentionnellement, en particulier comme zones de loisirs.
En Allemagne, les lacs sont presque toujours utilisés pour la pêche puisque la loi fait de toute surface d'eau une pêcherie. Sur certains lacs d'excavation, des plages sont ajoutées pour la baignade ou d'autres sports nautiques, en particulier la navigation de plaisance, le ski nautique ou la planche à voile. Pour accompagner ces usages, de grands parkings, des vestiaires et des espaces de restauration sont également aménagés. Dans certains cas, le lac d'excavation sert de réserve naturelle, comme dans le cas des lacs de la Attenborough Nature Reserve (en).

Panorama d'un "jeune" lac d'excavation dans le district de Fürstenfeldbruck en Allemagne.